# Pierre Foldes
Pour les articles homonymes, voir Foldes.
Pierre Foldes (prononcé « foldès »), né le 6 mai 1951 à Paris est un chirurgien urologue français, inventeur — avec Jean-Antoine Robein — d'une méthode chirurgicale permettant de réparer les dommages causés par la clitoridectomie. Il cofonde avec Frédérique Martz, WomenSafe, Institut en santé génésique (ISG) de Saint-Germain-en-Laye, première association en France à avoir organisé la prise en charge des femmes et des enfants témoins ou victimes de violence, accueilli par une équipe pluridisciplinaire en un même lieu, réunissant médecine et justice, et évitant ainsi la rupture dans le difficile parcours des victimes.

## Biographie

### Famille
Pierre Marcel Émery Foldes  est né le 6 mai 1951 dans le 15e arrondissement de Paris du mariage de Georges Foldes, ingénieur, et de Germaine Foldes.
De son premier mariage sont nés trois enfants. Le 27 mai 1995, il épouse en secondes noces Béatrice Voisin, médecin. De cette union, sont nés deux enfants.

### Formation
Pierre Foldes est élève au collège Sainte-Croix de Neuilly depuis la classe de sixième en 1961-1962. Il y pratique l'escrime ancienne, il est vice champion de France fleuret en 1965.
Il obtient une maîtrise en biologie humaine de l'université Paris VI, des certificats d'études supérieures de radio anatomie, d'anatomie de l'organogenèse et de chirurgie générale. Il est interne des hôpitaux de Paris de 1976 à 1982.
Il obtient son diplôme d'État de docteur en médecine à la faculté de médecine Necker-Enfants malades après avoir soutenu la thèse La cystectomie totale radicale pour cancer de la vessie dans laquelle il décrit une technique chirurgicale d’ablation de la vessie,. Il se spécialise en urologie et suit une formation en gynécologie-sexologie.

### Carrière professionnelle
Chargé de cours et assistant d'anatomie de 1980 à 1983, il est promu maître-assistant en biologie humaine et assistant en radiologie en 1982, puis en urologie de 1982 à 1985 à l'hôpital Necker. Depuis 1985, il est chirurgien urologue. Chef de clinique assistant des hôpitaux de Paris en 1985-1986, il est ensuite assistant en urologie au centre médico-chirurgical Foch de 1986 à 1987, puis chirurgien des hôpitaux et praticien hospitalier à Saint-Germain-en-Laye depuis 1988.

## Engagement humanitaire
Il découvre l'humanitaire durant son cursus médical, en 1976 au Liban, où il pratique la chirurgie de guerre. Jeune médecin, il s’engage à Médecins du monde (MDM) et intervient  jusqu'en 2005 dans de nombreux pays, en Asie et Afrique où il est :
- responsable de missions d'urgence, de développement et exploratoires (de 1989 à 2007) ;
- responsable du groupe géopolitique Asie, depuis 1990 ;
- membre du conseil d'administration de 1992 à 1998 ;
- secrétaire général adjoint en 1993-1994 ;
- responsable du réseau international en 1995-1997 ;
- membre fondateur du bureau « MDM Japon et Hong Kong » en 1996 ;
- secrétaire général de MDM Hollande en 1997 ;
- fondateur et président de MDM Belgique en 1997-1999.

Dans les années 1980, il découvre au Burkina Faso les sévices causés par  l’excision. Il travaille également avec Mère Teresa, à Calcutta, en Inde, dans les années 1990. Pendant trois ans, il travaille dans l’un de ses mouroirs et y comprend « le vrai sens de l’engagement humanitaire ». Pierre Foldes précise « elle avait une capacité incroyable à entrer en communication avec celui qui allait mourir, par les mains, les yeux, avec une sensualité étonnante. », « elle m'a tout appris ». Croyant, se revendiquant « catholique non pratiquant », Pierre Foldès puise son énergie dans la parabole des talents. Il commente la mosaïque de photos sur le mur de son bureau, des scènes d’enfants criblés d’obus y côtoient le portrait de Gandhi : « La cruauté de l’homme n’a pas de limite mais ce qui me fait espérer, c’est qu’ils sont encore plus nombreux à tirer dans le bon sens »,.
Ses engagements humanitaires l'ont en outre conduit au Liban (1976-1977), en Thaïlande (1978), en Érythrée (1980), en Angola (1986), à Calcutta (1988-1989).

## Enseignement
Son engagement d’enseignement à l’étranger n’a jamais cessé en parallèle de cet engagement humanitaire. En 1987-1988, il est formateur spécialisé en lithotritie extracorporelle (destruction des calculs rénaux par ultra sons) . Il est formateur généraliste de chirurgiens urologues de 1987 à 1992.

## Missions institutionnelles
Pierre Foldes est membre de plusieurs institutions. :
- enquêteur pour l'Organisation mondiale de la santé (OMS) au Burkina-aso en 1986 ; au Viet Nam en 1986;
- membre de l'association française d'urologie, depuis 1987 ;
- membre de l'association nationale de formation urologique continue, depuis 1990 ;
- membre de l'association européenne d'urologie depuis 1999 ;
- membre du comité scientifique d'Équilibres et Populations depuis 2006 ;
- membre de l'association inter hospitalo-universitaire de sexologie, depuis 2009 ;
- membre de la fondation de l'institut en santé génésique.

En outre, il a été rapporteur de la commission PARINAC du Haut commissariat aux réfugiés ( HCR) à Katmandu en 1997, en mission avec le HCR en 1999 au siège de Sarajevo, correspondant du programme des Nations Unies pour le développement à Bangkok, rapporteur du processus DIPECHO, pour la préventions des catastrophes en 1999 à Bangkok, en mission au Mali en 2007 pour le groupe de travail « Équilibres et Populations » avec rencontre des dirigeants du pays et mise en place d’une politique de prévention des mutilations sexuelles[réf. nécessaire].

## Travaux et publications

### Lutte contre l'excision
Fort de ses constatations cliniques en Afrique et de ses travaux de recherche, il met au point une technique de réparation chirurgicale des mutilations féminines dues à la clitoridectomie : on compte dans le monde environ 130 millions de femmes ainsi mutilées,. Ses travaux sont reconnus par la communauté internationale scientifique et le 12 juin 2012, il publie dans la prestigieuse revue scientifique médicale britannique The Lancet une vaste étude qui valide sa méthode : le clitoris est un organe essentiellement caché sous la peau ; en l’étirant, on peut reconstituer à la fois l’anatomie et l’innervation, et permettre à la patiente de retrouver du plaisir,.
Il réfléchit aux moyens de rendre sa technique chirurgicale la moins coûteuse possible afin de la rendre accessible à toutes. En 2004, ses efforts sont couronnés de succès par la prise en compte par l’assurance maladie de la réparation de ces mutilations, en France, seul pays au monde où cette opération est remboursée.
Ses conférences, ses écrits, son soutien, aux associations de lutte contre l’excision, ses nombreuses missions de terrain ont progressivement mis en exergue ce fléau jusqu’alors tabou. Les femmes osent maintenant parler de ce qu’elles ont subi, malgré les risques de représailles. Elles sont de plus en plus nombreuses à réclamer une réparation chirurgicale et à militer activement contre l’excision. Au cours de ses missions, Pierre Foldes tente également de sensibiliser les exciseuses rencontrées, les médecins mais aussi les dirigeants des pays concernés.

### Création de Women Safe, Institut en Santé Génésique
Pierre Foldes élargit progressivement son champ d'intervention. « Ma spécialité s’est agrandie vers la violence faite aux femmes. Je me suis aperçu que les femmes excisées étaient très souvent victimes d’autres violences, comme le mariage forcé, le viol conjugal. Cela permet de mesurer à quel point ces violences sont peu ou mal prises en charge dans le monde médical. Moins de 1 % des violences faites aux femmes arrivent à une plainte et moins de 10 % sont traitées médicalement ». En 2014, avec Frédérique Martz, il fonde Women Safe, Institut en Santé Génésique à Saint-Germain-en-Laye,. Cet institut est le premier centre en France à avoir organisé une prise en charge des femmes victimes de tout type de violences, par une équipe pluridisciplinaire qui regroupe des infirmières, des psychologues, des juristes, des avocats, des médecins, des chirurgiens, et, pour une prise en compte global du psycho trauma, des masseurs, des ostéopathes. Les femmes accueillies sont incluses dans un parcours et, si nécessaire, orientées vers un réseau de professionnels de la santé, du social, de la justice.

### Études sur le plaisir sexuel féminin
Son travail chirurgical le conduit à s’intéresser à un organe assez méconnu de la médecine : le clitoris. Il découvre à sa grande surprise que pas une étude ne s’intéresse au clitoris alors que plus de 10 000 se consacrent à la verge. C’est ainsi qu’il effectue des travaux de recherche anatomiques avec le professeur Vincent Delmas à la faculté de médecine de Paris, rue des Saints-Pères. La mise au point de la technique chirurgicale sur les réparations du clitoris est poursuivie avec le professeur Bernard-Jean Paniel, chef du service de gynécologie obstétrique de l’hôpital intercommunal de Créteil. Il s'intéresse ensuite à l’échographie du clitoris et à son implication fonctionnelle dans le très controversé point G (point Grafenberg), et y consacre plusieurs publications. Avec Odile Buisson, il publie sur ce thème l'ouvrage Qui a peur du point G ? - Le plaisir féminin, une angoisse masculine. à la suite d'études menées en commun s'appuyant sur des échographies complètes et en 3D d’un coït, ce qui permet de repérer une zone du corps du clitoris qui se moule sur la partie postérieure du vagin et du pénis lors de la pénétration.

### Ouvrages
- préface de l'ouvrage de Marie-Noël Arras, Entière ou La réparation de l’excision, Éditions du Chèvre feuille étoilée, 2008  (ISBN 978-2-91446-749-0)
- en collaboration avec Odile Buisson, Qui a peur du point G ? - Le plaisir féminin, une angoisse masculine, 2011  (ISBN 978-2-35013-257-0)
- (en) en collaboration avec Hubert Prolongeau, Undoing FGM, 2011  (ISBN 978-3-98138-631-8)
- Chirurgie réparatrice de l'excision et des mutilations génitales féminines, 2013  (ISBN 978-2-70401-375-3)
- articles spécialisés indexés au National Center for Biotechnology Information (NCBI) dans MEDLINE et accessibles par PubMed[17].

### Filmographie
- Les enfants sont des dieux, avec Serge Lama, 1994.
- Terres de mission, court métrage, 1995.
- Médicaments faux à en mourir, grand reportage sur les trafics de médicaments et matériel médical (Antenne 2, novembre 1999).
- Noires douleurs, participation au film de France 3, 2006.

## Distinctions
Le 31 décembre 2005, Pierre Foldes est fait chevalier de l'ordre national de la Légion d'honneur en tant que « praticien hospitalier » pour ses « 29 ans d'activités professionnelles, sociales et de services militaires », puis promu officier le 12 juillet 2017 en tant que « chirurgien urologue, président d'un centre de recherche et de développement spécialisé dans la prise en charge des femmes victimes de violences », : l'ordre de la Légion d'honneur indique que cette promotion relève de « l'engagement au bénéfice de l’intérêt général, critère fondateur de la Légion d'honneur ».
Pour sa thèse de docteur en médecine, il reçoit en 1982 le prix Édouard Laborie de l'Académie nationale de chirurgie, et en 1983 celui de l'Académie nationale de médecine.

## Pour approfondir

#### Ouvrages
- Hubert Prolongeau (préf. Bernard Kouchner), Victoire sur l'excision : Pierre Foldes, le chirurgien qui redonne espoir aux femmes mutilées, Éditions Albin Michel, 2006, 233 p. (ISBN 978-2-226-16804-7).

#### Articles
- Martine Laronche, « A la source du plaisir féminin », Le Monde,‎ 19 juin 2011.
- Sandrine Cabut, « Réparer les femmes excisées », Le Monde,‎ 16 juin 2012.